# Galeodes trichotichnus
Galeodes trichotichnus är en spindeldjursart som först beskrevs av Roewer 1934.  Galeodes trichotichnus ingår i släktet Galeodes och familjen Galeodidae. Inga underarter finns listade i Catalogue of Life.